# Piedad ciudad
Piedad ciudad es el octavo álbum de estudio del grupo de rock mexicano La Barranca.
Para la realización de este proyecto se recibió el apoyo económico del Fondo Nacional para la Cultura y las Artes, a través del programa de Fomento a Proyectos y Coinversiones Culturales 2009.
Doce temas cuyo eje tiene siempre como telón de fondo la vida en las grandes metrópolis. El disco es también un homenaje a la inmensa Ciudad de México, donde radica desde siempre La Barranca. Esta vez el color predominante lo dan las guitarras eléctricas, lo que arroja un sonido más rocanrolero y estridente. El primer sencillo que se desprende del disco es «La Lengua del Alma», que se estrenaría junto con un video y el lanzamiento del canal oficial de YouTube de la banda: www.youtube.com/barrancamusic. El disco viene ilustrado con una marvillosa ciudad imaginaria del artista plástico Pedro Friedeberg. Se presentó por primera vez en el Teatro Metropólitan de México, el 28 de agosto del 2010. Posteriormente, en el 2011, La Barranca presenta el video del segundo sencillo «En el Fondo de tus Sueños» durante el concierto que dieron en "Voilà" de la misma ciudad. En ese mismo show se graban tomas para editar y lanzar posteriormente el video promocional del tercer sencillo «Flecha».

## Lista de canciones
| N.º   | Título                      | Escritor(es)         | Duración |  |
| 1.    | «En el fondo de tus sueños» | José Manuel Aguilera | 5:27     |  |
| 2.    | «La lengua del alma»        | Aguilera             | 4:32     |  |
| 3.    | «Viento rojo»               | Aguilera             | 4:28     |  |
| 4.    | «Indestructible»            | Aguilera, Fong       | 4:31     |  |
| 5.    | «Sombras chinas»            | Aguilera             | 3:58     |  |
| 6.    | «Posiblemente imposible»    | Aguilera, Fong       | 5:23     |  |
| 7.    | «Flecha»                    | Aguilera             | 5:24     |  |
| 8.    | «Anzuelo»                   | Aguilera             | 4:09     |  |
| 9.    | «Más allá de la ley»        | Aguilera, Fong       | 5:28     |  |
| 10.   | «Jamás debí volver»         | Aguilera             | 5:03     |  |
| 11.   | «Ala de cuervo»             | Fong                 | 3:23     |  |
| 12.   | «Edén»                      | Aguilera             | 5:25     |  |
| 57:13 |                             |                      |          |  |

## Músicos
- José Manuel Aguilera: Guitarra, voz y percusión (12).
- Federico Fong: Bajo, coros, voces (5) y piano (11).
- Alfonso André: Batería (5, 7, 11 y 12), percusión y coros
- Adolfo Romero: Guitarra (1, 2, 8 y 9)
- Navi Naas: Batería (1, 2, 3, 4, 6, 8, 9 y 10)
- Jorge Gaitán: Violín eléctrico (2 y 5)
- Steven Brown: Clarinete (12)
- Mónica del Águila Cortés: Cello (2, 3, 5 y 11)
- Arturo González Viveros: Violín (3, 5 y 9)
- Érika Ramirez Sánchez: Viola (3, 5 y 9)
- Acacia Bedel: Oboe y ultrasonido (11)
- Martín Ramirez: Trombón (2 y 12)

## Créditos
- Arreglos de cuerdas y alientos: Federico Fong
- Masterización: Harris Newman en Grey Market Mastering, Montreal
- Diseño: Gilberto Martínez
- Imagen de portada e interiores: Pedro Friedeberg